# 고잔정
고잔정(일본어: 甲山町)은 일본 히로시마현 중동부에 존재했던 정으로, 세라군의 동쪽의 약 3분의 1을 차지하고 있었다. 2004년 10월 1일에 세라군의 전 3정이 신설합병해 새로운 세라정이 성립함에 따라 폐지되었다. 이후 세라정 사무소의 건물이 노후화되고 세라정 중심부와 고잔정 중심부가 통합되면서 고잔정 사무소의 청사를 세라정 사무소 청사가 되었다.

## 역사
- 1889년 4월 1일 - 정촌제 시행으로 고잔촌이 성립하였다.
- 1898년 2월 10일 - 정으로 승격해 고잔정이 되었다.
- 2004년 10월 1일 - 세라군의 고잔정·세라정·세라니시정 전체 3개 정이 신설합병, 새로운 세라정이 성립하고 고잔정 등은 폐지되었다.

## 교통

### 철도
- 서일본 여객철도 후쿠엔선

### 도로
- 오노미치 자동차도(일본어판)
- 국도 제184호선
- 국도 제432호선 (일본)(일본어판)